# Internationaler Museumstag
Der Internationale Museumstag (englisch International Museum Day) ist ein seit 1978 weltweit jährlich am 18. Mai stattfindendes Ereignis. Davon abweichend wird der Internationale Museumstag in Deutschland und der Schweiz jeweils am zweiten oder dritten Sonntag im Mai durchgeführt.

## Anliegen und Veranstalter
Das Ziel des Internationalen Museumstages ist es, auf die Vielfalt und Bedeutung der Museen aufmerksam zu machen. In Deutschland steht der Tag unter der Schirmherrschaft des amtierenden Bundesratspräsidenten. Der Internationale Museumstag in Deutschland wird vom deutschen Nationalkomitee des Internationalen Museumsrates (ICOM Deutschland) ausgerufen und vom Deutschen Museumsbund in Kooperation mit den zahlreichen regionalen Museumsverbänden und -Ämtern der Bundesländer ausgerichtet. Die zentrale Koordination des Museumstages hat der Deutsche Museumsbund übernommen. Unterstützt wurde die Großveranstaltung bundesweit viele Jahre bis 2022 von der Sparkassen-Finanzgruppe und weiteren Stiftungen.
Der Internationale Museumstag will die vielfältige Museumslandschaft in das Blickfeld der Öffentlichkeit rücken und auf das breite Spektrum der Museumsarbeit und die thematische Vielfalt der mehr als 6000 Museen in Deutschland aufmerksam machen. Er möchte den Museen und seinen Mitarbeitern in aller Welt die Möglichkeit geben, gemeinsam auf die Bedeutung ihrer Arbeit als Beitrag zum kulturellen und gesellschaftlichen Leben hinzuweisen und einen Museumsbesuch anregen.
Zahlreiche Museen – von den Heimat- und Regionalmuseen bis hin zu den großen staatlichen Einrichtungen – präsentieren sich an diesem Tag meist bei freiem Eintritt mit besonderen Aktionen wie Sonderführungen, einem Blick hinter die Kulissen, Workshops, Museumsfesten, langen Museumsnächten und digitalen Angeboten. Häufig werden während des Museumstages sonst nicht zugängliche Depots für interessierte Besucher geöffnet. Einige Museen bieten am Vorabend Museumsfeste an, um so in den Internationalen Museumstag hineinfeiern zu können. In Deutschland entwickelte sich dieser Museumstag zunehmend zu einem Familiensonntag mit vielfältigen Angeboten für jede Altersgruppe. Viele der Veranstaltungen sind kostenfrei.

## Geschichte
Der Internationale Museumstag geht auf einen Beschluss der Vollversammlung des Internationalen Museumsrates ICOM 1977 zurück. Die erstmalige Durchführung wurde für das Jahr 1978 vereinbart.
Zwischen 1978 und 1989 wurde dieser Tag auch in der DDR begangen, in dessen Verlauf häufig Museumsmitarbeiter geehrt wurden. In der BRD wurde dieser Tag erst Ende der 1990er Jahre auf Initiative des Museumsverbandes Sachsen-Anhalt zum Anlass genommen, die deutsche Museumslandschaft bundesweit einem großen Publikum zu vorzustellen.
Seit 1992 steht der Museumstag unter einem Motto, das der Internationale Museumsrat als Thema beschließt und dazu dienen soll, die internationale Gemeinschaft der Museen deutlich herauszustellen.

## Themen (Motto)
- 1999: Pleasure of Discovery – Freude am Entdecken (18. Mai; erster bundesdeutscher Museumstag)
- 2000: Museums for Peace and Harmony in Society (21. Mai)
- 2001: Museen fördern Gemeinschaft (20. Mai)
- 2002: Museen und Globalisierung (12. Mai)
- 2003: Museen haben Freunde (18. Mai)
- 2004: Kulturelle Tradition als lebendiges Erbe (16. Mai)
- 2005: Museen bauen Brücken (8. Mai)
- 2006: Museen und junge Besucher (21. Mai)
- 2007: Museums and Universal Heritage – Museen und universelles Erbe (20. Mai)
- 2008: Museen und der gesellschaftliche Wandel (18. Mai)
- 2009: Museen und Tourismus (17. Mai)
- 2010: Museen für ein gesellschaftliches Miteinander (16. Mai)
- 2011: Museen, unser Gedächtnis! (15. Mai)
- 2012: Welt im Wandel – Museen im Wandel (20. Mai)
- 2013: Vergangenheit erinnern – Zukunft gestalten: Museen machen mit! (12. Mai)
- 2014: Sammeln verbindet – Museum collections make Connections (18. Mai)
- 2015: Museum. Gesellschaft. Zukunft (17. Mai)
- 2016: Museen in der Kulturlandschaft (22. Mai)
- 2017: Spurensuche. Mut zur Verantwortung! (21. Mai)
- 2018:  Netzwerk Museum: Neue Wege, neue Besucher (13. Mai)
- 2019: Museen – Zukunft lebendiger Traditionen (19. Mai)
- 2020: Das Museum für alle – Museen für Vielfalt und Inklusion (17. Mai) – nur digital, aufgrund der Covid-19-Pandemie
- 2021: Museen inspirieren die Zukunft – Museen mit Freude entdecken (16. Mai) – je nach regionaler Pandemielage analog oder digital
- 2022: Museen mit Freude entdecken (15. Mai)
- 2023: Museen, Nachhaltigkeit und Wohlbefinden (21. Mai)
- 2024: Museums, Education and Research (19. Mai)
- 2025: The Future of Museums in Rapidly Changing Communities (18. Mai)

## Zitate
Bundesratspräsident Harald Ringstorff in seinem Grußwort zum 30. Internationalen Museumstag in: Deutscher Museumsbund (Hrsg.): Das MuseumsMagazin. Menschen|Schatzkammern|Geschichten. 2007, S. 5:

„Museen sind die Hüter der Vergangenheit, das Spiegelbild unserer kulturellen Gegenwart und die Visionäre der Zukunft. Dies alles gilt es, am Internationalen Museumstag zu entdecken.“

York Langenstein, Präsident von ICOM Deutschland, im Interview mit Alexa von der Brelje in: s. o. S. 46 „Interview“:

„Schon hinter der Gründung des Internationalen Museumsrates ICOM im Jahr 1946 stand die ‚spätaufklärerische‘ Vorstellung, dass die Museen als kulturelle Einrichtungen einen Beitrag zur Erziehung des Menschen leisten. ICOM versteht die Museen als aktive Zentren des kulturellen Austausches. Sie sollen dazu beitragen, die Kulturen zu bereichern, gegenseitiges Verständnis zu entwickeln und letztlich auch, den Frieden unter den Völkern zu fördern. Der Internationale Museumstag ist der Tag der Museen für die Besucher und markiert damit eine Gegenposition zum Museum im Elfenbeinturm. Die Impulse für den Internationalen Museumstag gingen von Amerika aus, wo schon sehr früh unter dem Motto put the visitors first das besucherorientierte Museum gefordert worden ist. So will der Internationale Museumstag nicht nur die Menschen ins Museum, sondern auch umgekehrt die Museen zu den Menschen bringen.“

Susanne Kopp-Sievers, Geschäftsführerin des Museumsverbandes Sachsen-Anhalt e. V., im Interview mit Alexa von der Brelje (in: s. o. S. 46 „Interview“) auf die Frage: „Die Museen erfreuen sich eines sehr hohen Besucherzuspruchs. Braucht es den Internationalen Museumstag überhaupt?“:

„Unbedingt ja! Der Tag gibt den Museen die Chance, an einem besonderen Tag bundesweit auf sich aufmerksam zu machen und für sich zu werben. Hiervon profitieren insbesondere die Museen in der Region, die sonst nicht im Blickpunkt der großen Öffentlichkeit stehen. Alle Besucher haben die Möglichkeit, die Museen von einer anderen Seite als ‚nur‘ durch die Ausstellung kennenzulernen. Mit ihrer aktiven Teilnahme und Programmvielfalt am Internationalen Museumstag geben die Museen in Deutschland auch das Signal, der internationalen Museumsgemeinschaft anzugehören und sich als Orte des kulturellen Austausches in einem weltweiten Netzwerk zu verstehen.“